# Ала је леп овај свет
Ала је леп овај свет српски је филм из 2022. године у режији Филипа Чоловића и по сценарију Андреја Шепетковског.
Филм је премијерно приказан на 46 фестивалу филмског сценарија у Врњачкој Бањи док је биоскопска дистрибуција кренула од 22 септембра 2022.

## Радња
Прича о љубави која преображава и о могућности промене сваког човека на боље или на горе, у зависности од тога чиме се напаја.
Љубиша, добро надземаљско биће чији је задатак да споји људе у брачну заједницу, већ дуго је неуспешан у свом послу.
Овог пута се зарекао да ће спојити Бату, неафирмисаног и исфрустрираног филмског редитеља и Уну Лазаревић, најпознатију тв водитељку и површну мега звезду, ауторку чувене помодарске емисије Шетња с лавом.
Шепртљасти Љубиша ствара околности које би их сјединиле, те Уна интервјуише Бату у његовом стану. После напетог интервјуа, сукоба и разбукталих страсти, плин експлодира и стан одлети у ваздух.
Њих двоје преживе, но страда Батина комшиница. Инспектор Тришић хапси Бату због нехотичног убиства и покушаја убиства Уне.
Бата бива осуђен и доспева у затвор, где покушава да преживи и временом постаје сурови криминалац...

## Улоге
| Глумац             | Улога  |
| ------------------ | ------ |
| Андрија Кузмановић | Бата   |
| Анђелка Прпић      | Уна    |
| Никола Пејаковић   | Љубиша |
| Андреј Шепетковски |        |
| Аница Добра        |        |
| Бранко Видаковић   |        |
| Тихомир Станић     |        |
| Бранка Пујић       |        |
| Андрија Милошевић  |        |
| Андријана Оливерић | Милена |
| Слободан Ћустић    |        |
| Миљана Гавриловић  |        |
| Тара Милутиновић   |        |

## Награде
- Награда публике на 46 фестивалу филмског сценарија у Врњачкој Бањи